# Medix
Medix Oy Ab är ett finländskt företag grundades 1964 av forskare på medicinska forskningsinstitutet Minerva i Helsingfors. 
Till bolaget, ett kliniskt privatlaboratorium, överfördes analyser, som först ställts upp för vetenskapliga undersökningar och sedermera blivit efterfrågade i vanlig sjukvård. Aktierna donerades till Minervastiftelsen, Samfundet Folkhälsan och Medicinska understödsföreningen Liv och hälsa med bestämmelsen, att bolagets avkastning skall användas för understödjandet av forskningen på Minerva och Folkhälsans genetiska institut. 
Medix har sedermera utvecklats till en koncern, vars laboratorium fusionerats med Diacor Terveyspalvelut Oy:s (Diakonissanstaltens) laboratorium och är beläget i Kilo, Esbo. Dessutom äger koncernen Oy Medix Diagnostica Ab, beläget i Grankulla, som tillverkar laboratoriediagnostiska produkter, bland annat monoklonala antikroppar samt reagensförpackningar ("kits"). Av produkterna går största delen på export. Vidare äger koncernen en gynekologisk läkarstation i Helsingfors samt en del av ett estniskt laboratorieföretag. Med vinstmedlen finansieras Minervas basfunktioner, bland annat institutets hyra och avlöning av administrativ personal.  
Medix ingår sedan den 1 september 2009 i företagel Yhtyneet Medix Laboratoriot Oy vars huvudägare Minervastiftelsen är. Företaget har 210 anställda och verksamhet på flera orter i Finland, bland annat i Helsingfors, Esbo och Uleåborg. 